# Gieysztoria rubra
Gieysztoria rubra är en plattmaskart som först beskrevs av Fuhrmann 1894.  Gieysztoria rubra ingår i släktet Gieysztoria, och familjen Dalyelliidae. Arten är reproducerande i Sverige.